# Peponidium homolleae
Peponidium homolleae är en måreväxtart som beskrevs av Arenes. Peponidium homolleae ingår i släktet Peponidium och familjen måreväxter. Inga underarter finns listade i Catalogue of Life.